# Henwar Rodakiewicz
Henwar Rodakiewicz (* 1903; † 1976) war ein US-amerikanischer Dokumentarfilmer und Fotograf.
Henwar Rodakiewicz leitete die Filmproduktions- und Verleihfirma Film Associates. Sie vertrieb Mitte der 1920er Jahre europäische Filme wie Der verlorene Schuh von Ludwig Berger oder Die Unmenschliche von Marcel L’Herbier. In den 1930er und 1940er Jahren drehte er mehrere eigene Filme, vor allem Dokumentarfilme, darunter sein erster experimenteller Film, der dokumentarische Portrait of a Young Man in Three Movements (1931). Darüber hinaus engagierte er sich stark für das Zustandekommen von Filmen anderer Künstler, die er bei der Produktion in verschiedenen Funktionen unterstütze, so Paul Strand bei Netze (1936) oder Ralph Steiner bei The City (1939). Größter Erfolg war der Film Adventure in the Bronx, den er produzierte. Er war 1942 für den Oscar als Bester Kurz-Dokumentarfilm nominiert, unterlag aber Churchill’s Island. Nach späterer Selbstauskunft arbeitete Rodakiewicz sechs Jahre lang für Metro und Paramount in verschiedenen Positionen, darunter als associate director für mehrere Musical-Nummern von Bing Crosby, in Hollywood, später drehte er vor allem Dokumentarfilme für das Fernsehen.
Rodakiewicz war mit gut mit Georgia O’Keeffe, Alfred Stieglitz und Ned Scott bekannt. Stieglitz zeigte den Film Portrait of a Young Man in Three Movements in seiner Galerie „An American Place“ vor einem großen prominent besetzten Publikum. Zudem sorgte er für die Aufnahme von Rodakiewicz’ Fotografien in die große retrospektive Ausstellung zur Fotografie zwischen 1840 und 1930 im Museum of Modern Art. Ned Scott überantwortete Rodakiewicz zwei Jahre vor seinem Tod im Jahr 1964 seine Fotoausrüstung.

## Filmografie
- 1931: Portrait of a Young Man in Three Movements (Dokumentarfilm; Autor, Regie, Kamera, Schnitt)
- 1936: Netze (Redes; Spielfilm; Autor)
- 1939: The City (Kurz-Dokumentarfilm; Autor, Produktion)
- 1941: Adventure in the Bronx (Kurz-Dokumentarfilm; Produktion, Schnitt)
- 1947: Georgia O’Keeffe